# 海因里希·马丁·韦伯
海因里希·马丁·韦伯（德語：Heinrich Martin Weber，1842年3月5日—1913年5月17日），德國數學家，他在海德堡出生，並就讀和任教於當地的海德堡大學。因為在大學的老師是雅可比的學生，所以他深受雅各比的風格影響。其1895年出版的書籍《代数教科书》（Lehrbuch der Algebra）是重要的著作，它嘗試聯結起各類代數理論，但仍未將域或群等概念發展成理論，只是在工具階段。